# 최재구 (1929년)
최재구(崔載九, 1929년 7월 13일~1998년 12월 28일)는 대한민국의 정치인이다. 제8·9·10·12대 국회의원을 지냈다. 본관은 전주. 종교는 불교이다.

## 학력
- 동국대학교 졸업

## 경력
- 제8대 국회의원(고성)민주공화당
- 제9대 국회의원(충무·통영·거제·고성) / 민주공화당
- 제10대 국회의원(충무·통영·거제·고성) / 민주공화당
- 제12대 국회의원(전국구)한국국민당
- 경기대학교 교수
- 동국대학교 학생처장
- 건설공제조합 이사장
- 대한건설협회 이사장
- 동국대학교 동창회장
- 민주공화당 중앙당기위원·경남제4지구당위원장
- 전국불교신도회 부회장
- 대한체육회 부회장
- 제21회 세계올림픽대회 한국대표선수단장
- 공화불도회 회장
- 국회 경제과학위원장
- 국민당 부총재

## 가족
- 부: 최갑환
- 자: 2남 2녀

## 역대 선거 결과
|  | 49.38% |

|  | 34.17% |

|  | 36.55% |

|  | 9.2% |

|  | 21.41% |